# Untere Saline (Bad Kissingen)

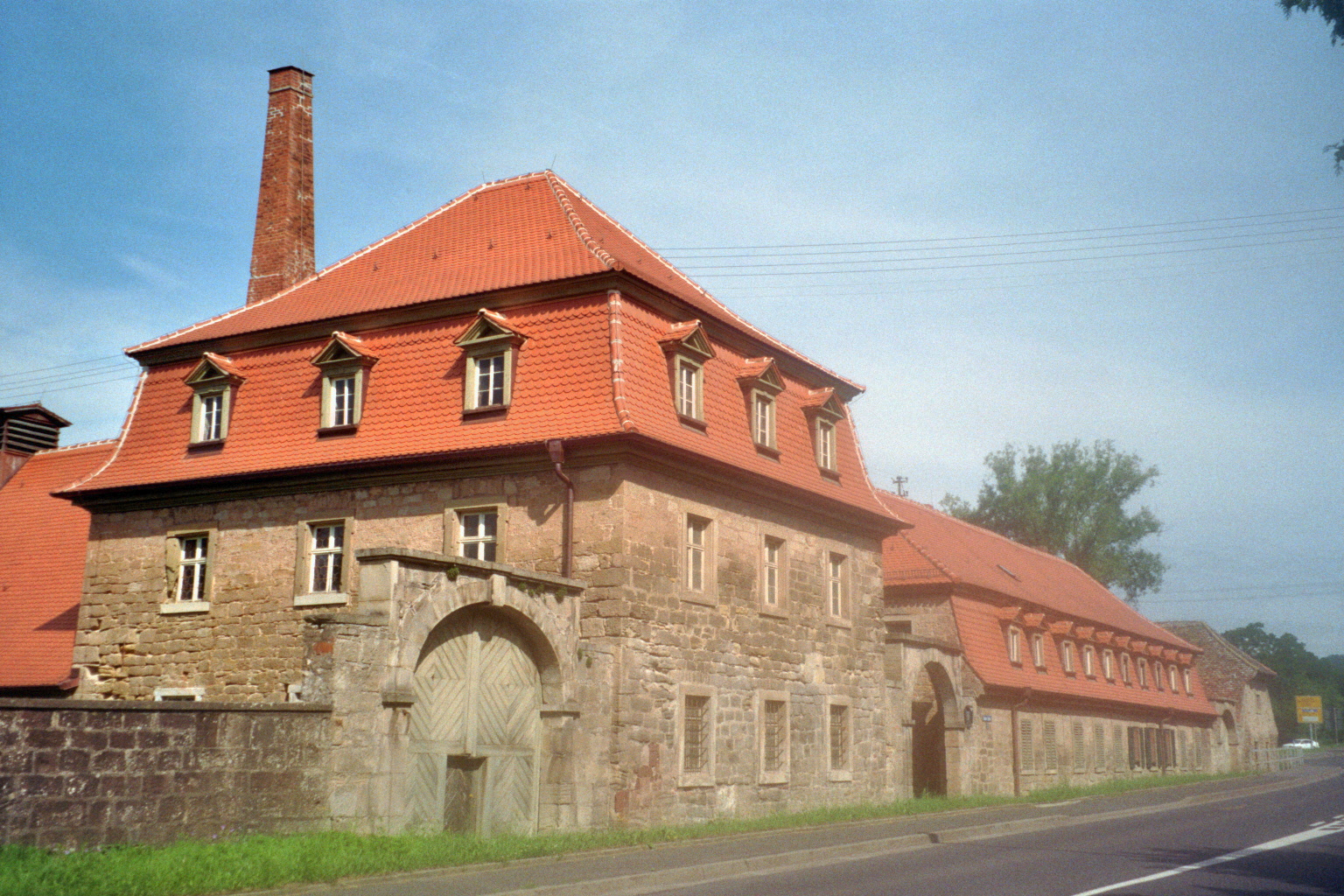
Die Untere Saline (Ostansicht)

Die Untere Saline ist eine Salinenanlage mit Gradierwerk in Hausen, einem Stadtteil des unterfränkischen Kurortes Bad Kissingen im Landkreis Bad Kissingen (Bayern). Sie gehört zu den Bad Kissinger Baudenkmälern und ist unter der Nummer D-6-72-114-189 in der Bayerischen Denkmalliste registriert.

## Geschichte

### Anfänge
Am Standort der heutigen Unteren Saline ist bereits für das Jahr 823 die Existenz einer superioris salina bekannt; der hier ebenfalls befindliche Reiche Brunnen ist bereits für die karolingische Zeit und das Mittelalter verbürgt.
Historisch ist die Untere oder Neue Saline erstmals 1502 in Zusammenhang mit der Verpachtung an Kaspar von Bibra als vordere Salzsoden bei der Brücke bezeugt. Sie verfügte zu der Zeit bereits über eine Badestube.
Im Zuge der Förderung der Salzgewinnung in Hausen durch Fürstbischof Friedrich von Wirsberg, der die Handelsleute Caspar Seeler (Augsburg) und Berthold Holzschuher (Nürnberg) als Pächter einsetzte, entstand hier eine neue Saline mit einem Brunnenhaus über der Solequelle, das ein mechanisch betriebenes Schöpfwerk beinhaltete. Das 1562 von Caspar Seeler in der Unteren Saline eingerichtete Gradierwerk, bei dem die Sole über Stroh fließt und dabei verdampft, wodurch sich der Salzanteil in der Sole vor deren eigentlicher Eindampfung erhöht, war das erste seiner Art nördlich der Alpen. Nach gescheiterten Versuchen in Reichenhall und Soden war es Caspar Seeler erst hier möglich, dieses Vorhaben in die Tat umzusetzen.

### Neuzeit

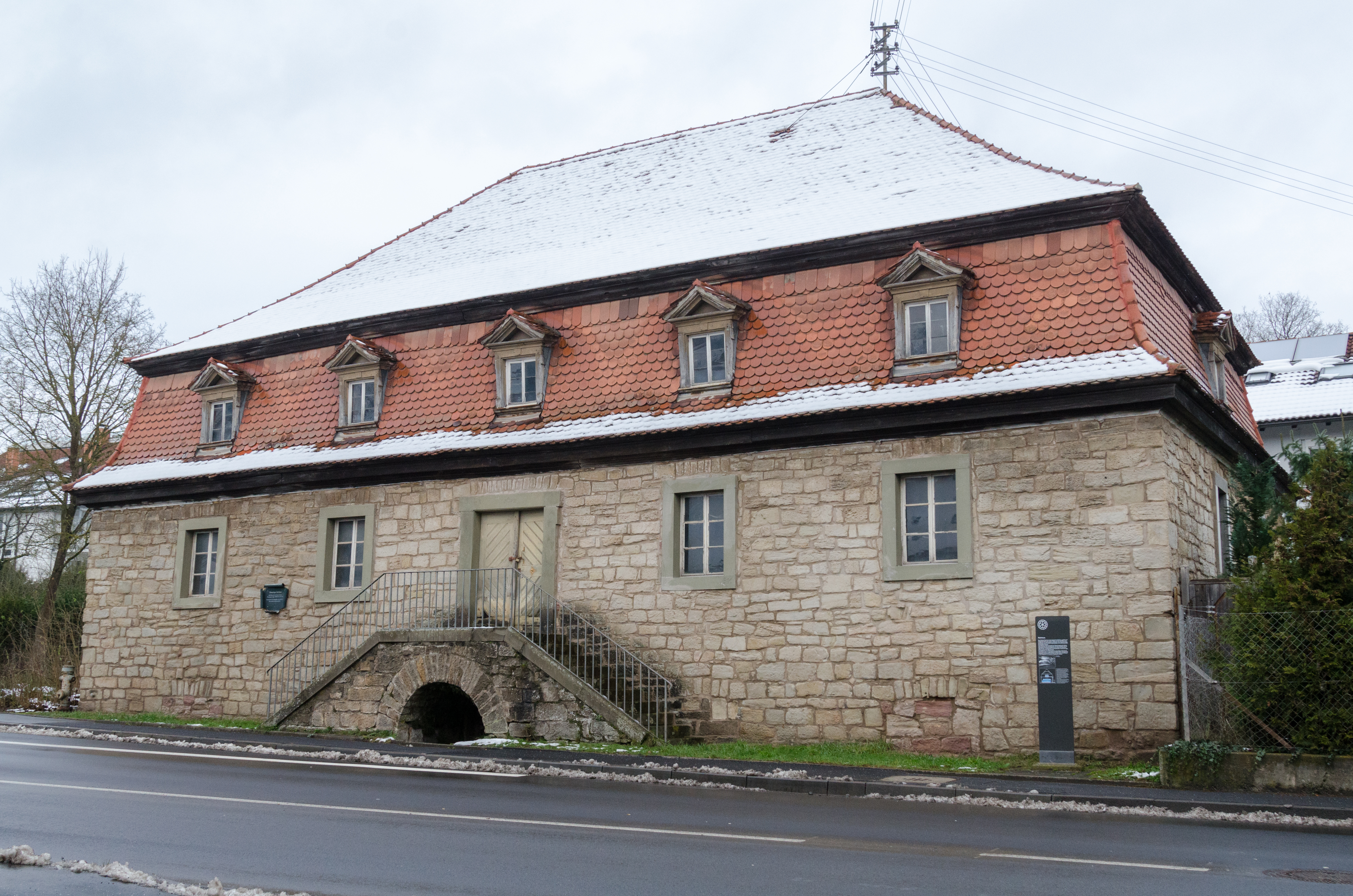
Salzhaus gegenüber der Unteren Saline.

Nachdem Fürstbischof Wirsberg mit seinen Bemühungen gescheitert war, startete sein Nachfolger Julius Echter von Mespelbrunn mit dem Münnerstädter Jobst Deichmann erfolgreich einen weiteren Versuch. Unter Julius Echter entstanden Bauten eines Leckwerks zwischen Brunnenhaus und Sudhaus sowie spätestens im Jahr 1575 ein Wohnhaus an der Unteren Saline.
Nach einem Erliegen der Salzgewinnung durch den Dreißigjährigen Krieg bemühte sich Fürstbischof Friedrich Karl von Schönborn-Buchheim um deren Neubelebung. Er beauftragte seinen Hofarchitekten Balthasar Neumann mit Neubauten an der Unteren Saline. Außerdem nahm er Joseph Todesco als Pächter unter Vertrag. Todesco verwendete Schwarzdornreisig anstatt Stroh zur Solegradierung, welches sich schlussendlich als ideales Material für diesen Zweck erwies.
In der zweiten Hälfte des 18. Jahrhunderts wurde gegenüber der Unteren Saline das zugehörige, als Gutsolereservoir dienende Salzhaus errichtet; es beherbergt zwei große Solebecken. Zur gleichen Zeit entstanden zwischen Oberer Saline und Unterer Saline zwei langgestreckte Gradierwerke, die im Lauf der Zeit je nach Bedarf mehrfach in Stand gesetzt wurden. Im Jahr 1788 entstanden neue Meisterwohnungen, deren Erscheinungsbild dem der Oberen Saline angeglichen wurden.

### Bayerisches Königreich

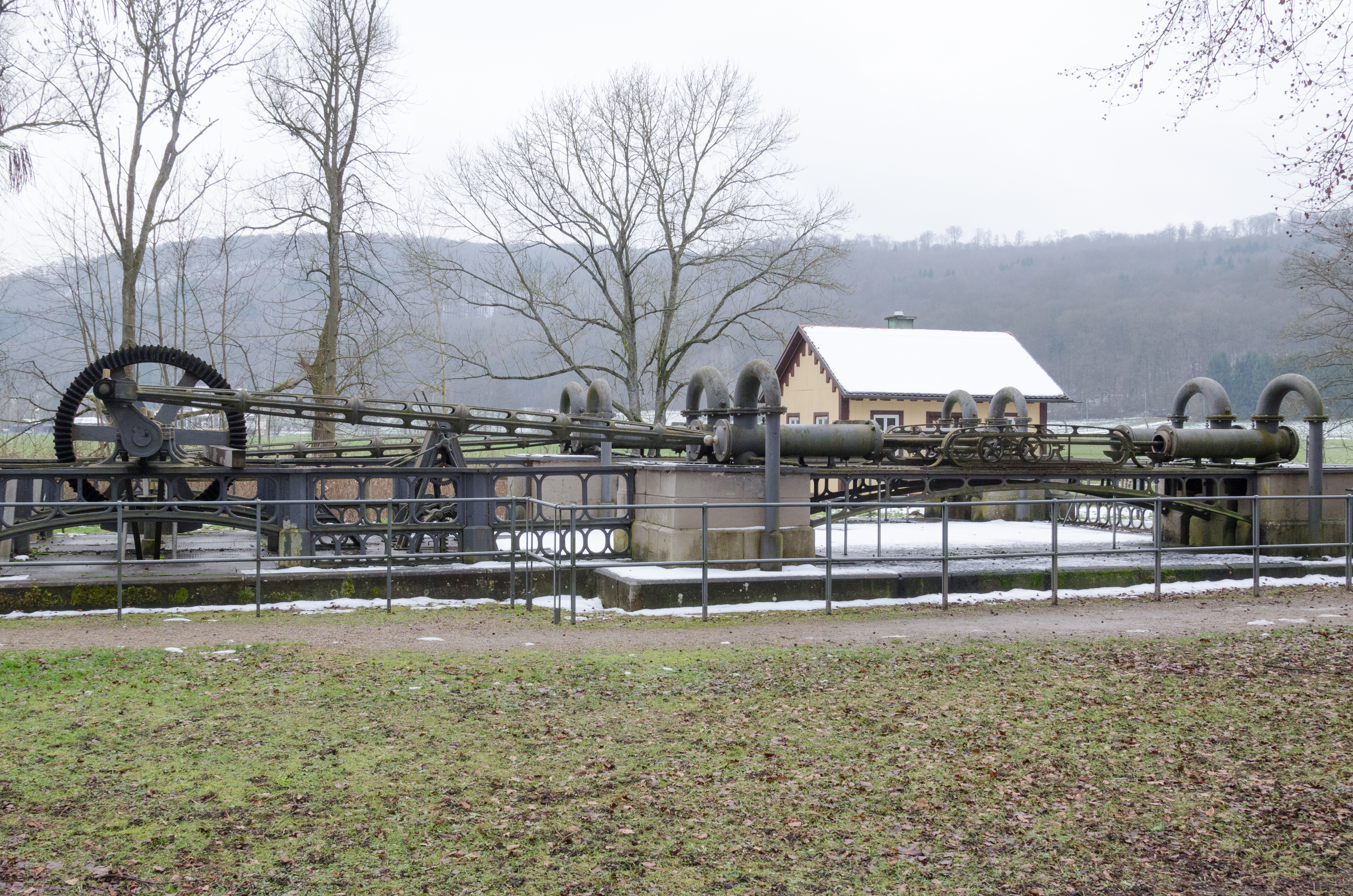
Pumpwerk von 1848

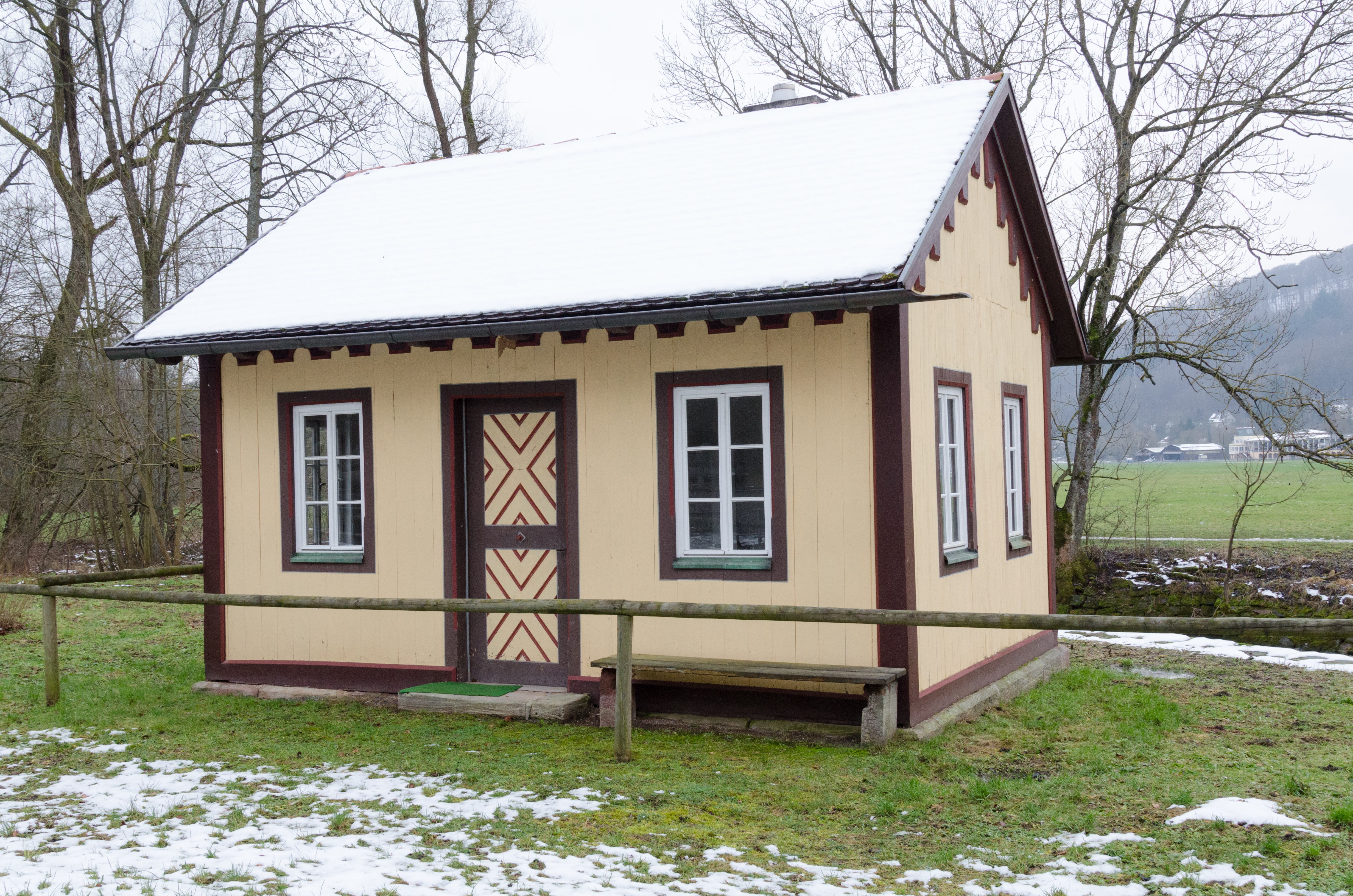
Pumpenwärterhaus

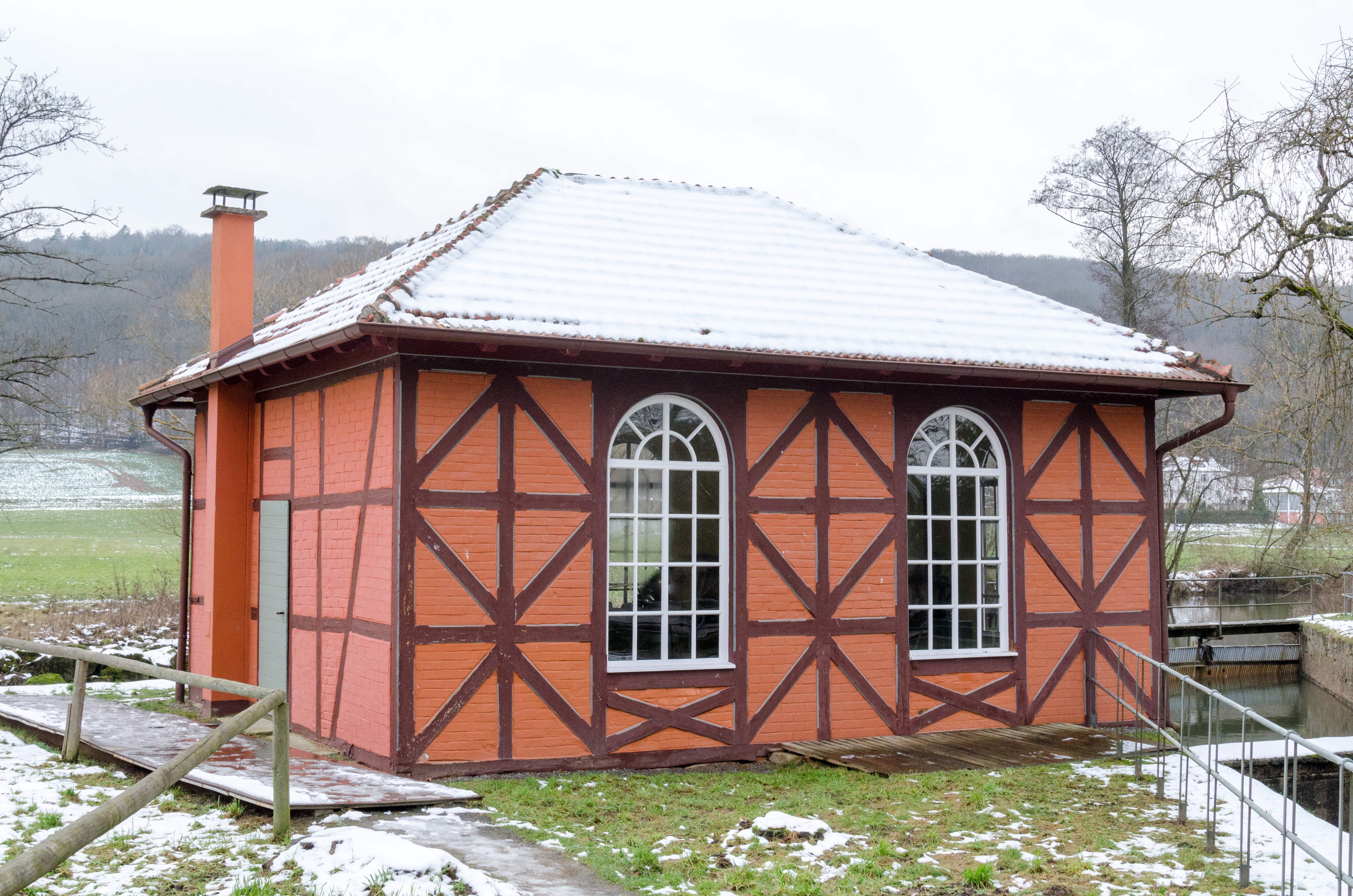
Pumpenhaus

Die Untere Saline erwies sich durch den Reichen Brunnen als ertragreicher als die Obere Saline, jedoch versiegte der Reiche Brunnen im Jahr 1822 durch Neubohrungen. Die meisten technischen Einrichtungen der Unteren Saline wurden abgerissen; die Funktionen des Reichen Brunnens übernahmen nun der Runde Brunnen (alternative Bezeichnung: Solesprudel).
Ein erstes, turbinenbetriebenes Pumpwerk an der Unteren Saline entstand 1848; ein weiteres in den Fachwerkhäuschen installiertes Pumpwerk folgte 1883. Im Jahr 1867 wurden nach Einstellung der Salzgewinnung die je nach Bedarf immer wieder in Stand gesetzten Gradierwerke bis auf wenige Reste abgerissen; einziger erhaltener Rest des zur Unteren Saline gehörenden Gradierwerks ist der Wasserturm.
Im Jahr 1867 entstand nahe der Unteren Saline die von Michael Arnold geschaffene Gefallenengedenkstätte für 1866 zum Gedenken an die Militärangehörigen Robert Delius sowie Hauptmann Eduard Schlagintweit, die während der „Schlacht bei Kissingen“ im Rahmen des „Deutschen Krieges“ von 1866 fielen.
Nach Erliegen des Reichen Brunnens bekam die Untere Saline eine neue Bedeutung, als man die heilende Wirkung von Salz erkannte. Die noch erhaltenen Reste des Gradierwerks wurden verstärkt zum Inhalieren von Salzluft genutzt; in den Jahren 1994/1995 erfolgten ein Abriss und teilweiser Neubau der Gradierwerke. Im Jahr 1837 errichtete Architekt Friedrich von Gärtner eine gusseiserne Soleleitung nach Kissingen, die bis zum ehemaligen Solereservoir in der Salinenstraße 8 reichte.
Im Jahr 1841 entstand über dem Solesprudel das Salinenbad. Es bestand aus Badekabinetten entlang eines Mittelflurs und wurde mehrfach (etwa 1862–1863 und 1875–1876) umgestaltet. Bereits 1850–1852 war der Anbau eines Logierhauses erfolgt. Das Salinenbad verfügte über ein Kaiserbad am Südende sowie über ein für Reichskanzler Otto von Bismarck eingerichtetes Fürstenbad. Im Jahre 1964 wurde das Salinenbad für den Bau der inzwischen nicht mehr existenten Heinz-Kalk-Klinik abgerissen.
Gemeinsam mit dem Salinenbad entstand, ebenfalls 1841, neben dem Gradierwerk das Salinen-Café. Es entwickelte sich aus kleinen Anfängen, die zunächst unter anderem Selbstbedienung vorsahen, zu einer Ausflugsgaststätte mit Gartenbetrieb. Auf Grund seiner Fachwerkbauweise mit großzügiger Verglasung erhielt es im 19. Jahrhundert die Bezeichnung „Glaspavillon“. Die um das Hauptgebäude befindlichen Lauben wurden wegen der Korkauskleidung ihres Holzwerks als „Rindencafé“ bezeichnet. Zwischen Salinen-Café und Gradierwerk befand sich der Musikpavillon. Als das Salinenbad seinen Betrieb einstellte, gab es keinen Zulauf für das Salinencafé mehr, so dass es 1964 abgerissen wurde.

### Nach 1945

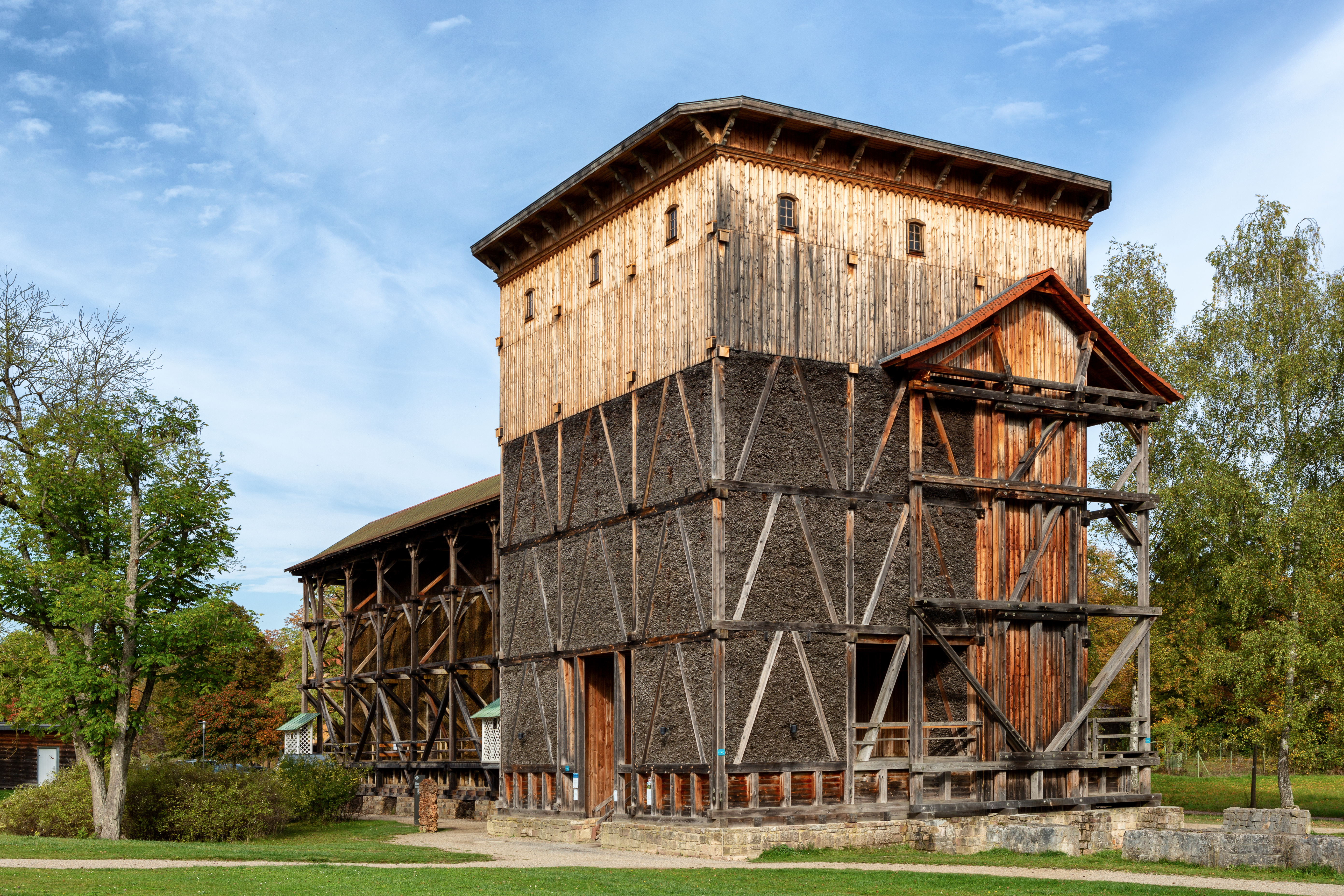
Gradierwerk

Nach Ende des Zweiten Weltkrieges wurden auf Betreiben des damaligen Hausener Bürgermeisters Josef Müller Heimatvertriebene in der Unteren Saline untergebracht. Die Heimatvertriebenen schilderten im Nachhinein die Hausener Bürger als sehr hilfsbereit und den Aufenthalt in der Unteren Saline als sehr hilfreich für die Wiedereingliederung. Eine im Herbst 2004 vom Bad Kissinger Stadtarchiv geplante Ausstellung zum Thema kam nicht zustande.
Durch eine Gefährdung des zur Unteren Saline gehörenden Runden Brunnens durch die bisherige Hausener Abwasserentsorgung (das Abwasser wurde in den Nüdlinger Bach, in den Mühlbach sowie in die Fränkische Saale geleitet) wurde im Jahr 1953 mit Planungen begonnen, ein Kanalisationssystem in Hausen einzurichten. Es wurde in Erwägung gezogen, eine eigene Kläranlage für Hausen einzurichten oder den Ort an die Bad Kissinger Kanalisation anzuschließen; doch fiel die Wahl auf letztere Variante. Das Projekt wurde ab 1969/70 umgesetzt und kam 1974/75 – beschleunigt von der zwischenzeitlichen Gemeindegebietsreform von 1972 – mit den letzten Maßnahmen zum kompletten Kanalisationsanschluss an Bad Kissingen zum Abschluss.
Im Jahr 1994 beginnt mit Gesamtkosten in Höhe von 1,7 Millionen DM der Neubau des im Vorjahr abgerissenen Nordflügel des Gradierwerks; ebenfalls 1994 wurde der Südflügel unter Erhaltung der Fundamente abgerissen (Kosten: 360.000 DM). Im Jahr 1998 folgte wegen Baufälligkeit der Abriss des Treppenturms (Kosten: 1,6 Millionen DM).
Neben einer Neubohrung des Schönbornsprudels findet seit dem Winter 2010 ein Bauprojekt zur Erneuerung der Wasserleitungen statt, die auch die Wasserleitung des Runden Brunnens beinhaltet; die Bauarbeiten sollen 2012 beendet sein. Eine Generalsanierung des Runden Brunnens ist, wie eine Untersuchung durch das Wasserwirtschaftsamt Bad Kissingen ergab, jedoch nicht erforderlich.